# Leucopogon apiculatus
Leucopogon apiculatus är en ljungväxtart som beskrevs av Robert Brown. Leucopogon apiculatus ingår i släktet Leucopogon och familjen ljungväxter. Inga underarter finns listade i Catalogue of Life.